# Victor Salva
Victor Ronald Salva (n. 29 martie, 1958) este un regizor american de film, în mare parte de filme horror. Munca acestuia include filmele Powder și Jeepers Creepers. Munca sa este des umbrită de condamnarea sa pentru abuz sexual asupra actorului de 12 ani, Nathan Forrest Winters. Salva a pledat vinovat în 1988 și a fost închis.

## Viața personală și Cariera
Salva s-a născut în Martinez, California. A crescut vizionând Creatures Features la televizor. În 1986, a produs un film horror ce avea un mic buget, pe nume Something in the Basement care a atras atenția producătorului Francis Ford Coppola, care l-a ajutat financiar pe Salva la primul său film de mare durată, Clownhouse (1989), și la alte filme ulterioare. Salva este homosexual.

## Cariera târzie
Vor trece 7 ani până la următorul film a lui Salva, acesta fiind The Nature of the Beast în 1994, iar în 1995 a regizat Powder. Înainte ca filmul să fie lansat, Winters s-a întors la Salva cu ceea ce i-a făcut. Nu a mai facut filme până la cel din 1999, Rites of Passage cu care a câștigat premiu la Festivalul de Film Santa Monica.
Salva a scris și regizat filmele horror Jeepers Creepers în 2001 și Jeepers Creepers 2 în 2003, iar în 2006 a regizat Peaceful Warrior.

## Filmografie
- 2015: Jeepers Creepers III
- 2014: Dark House
- 2012: Haunted
- 2011: Rosewood Lane
- 2006: Peaceful Warrior
- 2003: Jeepers Creepers II
- 2001: Jeepers Creepers
- 1999: Rites of Passage
- 1995: The Nature of the Beast
- 1995: Powder
- 1989: Clownhouse
- 1986: Something in the Basement